# Epidèmia de xarampió de la República Democràtica del Congo del 2019-2020

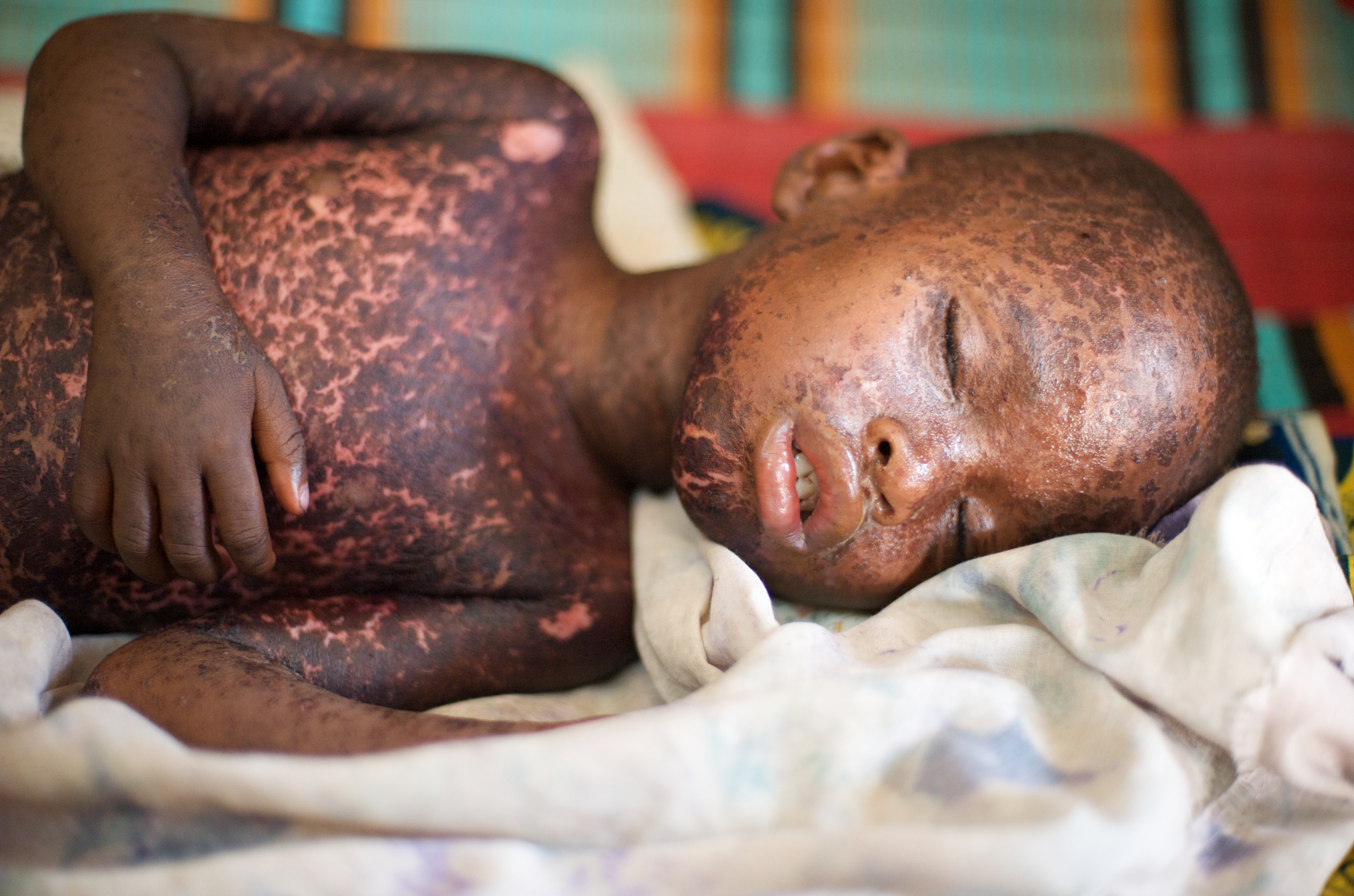
Nen africà amb xarampió

L'epidèmia de xarampió de la República Democràtica del Congo del 2019-2020 va esclatar el 2019 a la República Democràtica del Congo. L'epidèmia de xarampió va començar a principis del 2019 a l'extrem sud-est de la RDC i després es va estendre a totes les províncies. Al juny del 2019, l'epidèmia havia superat el percentatge de morts de l'Epidèmia de l'ebola de Kivu del 2018–2019. A finals de novembre havia provocat prop de 5.000 víctimes mortals, mentre que es calculava que prop de 250.000 persones havien estat infectades. Va afectar principalment els menors de cinc anys, representant el 74% de les infeccions i gairebé el 90% de les morts.
Com a resposta, el Ministeri de Salut Pública va crear un programa de vacunació amb l'objectiu de vacunar més de 20 milions de nens menors de cinc anys. El 2018 la taxa de vacunació va ser del 57%. L'esforç comptà amb el suport de la Iniciativa Measles &amp; Rubella, l'Organització Mundial de la Salut, UNICEF i GAVI, una aliança de vacunes. Així mateix, Metges sense Fronteres van iniciar campanyes de vacunació. Els programes de vacunació es van veure afectats pel difícil accés a recursos sanitaris, la manca de recursos, problemes de seguretat i la desconfiança.
El brot de xarampió a la RDC fou el brot de xarampió més gran i mortal a tot el món el 2019